# 湯啓燁
湯啓燁（1580年—1624年），字闇生，南直隶常州府宜興縣官籍，是明朝政治人物。

## 生平
万历三十一年（1603年）癸卯科应天乡试举人，三十五年（1607年）丁未科進士，户部觀政，本年八月授山东黄县知县，四十年升户部主事，四十二年升郎中，北新管粮，泰昌元年升陕西司郎中，天启二年正月升廣東右参议，提督学政，四年卒于任。

## 家族
曾祖湯郛。祖父湯元壽。父湯兆鼎。母蒋氏。具庆下。弟啓炜、啓焕。從弟湯啓祥，原名啓烺，天启二年壬戌進士，官太原知府。